# Louis I. de Bourbon, duc de Vendôme

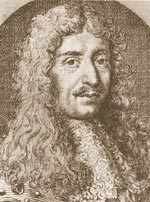
Louis I. de Bourbon, duc de Vendôme

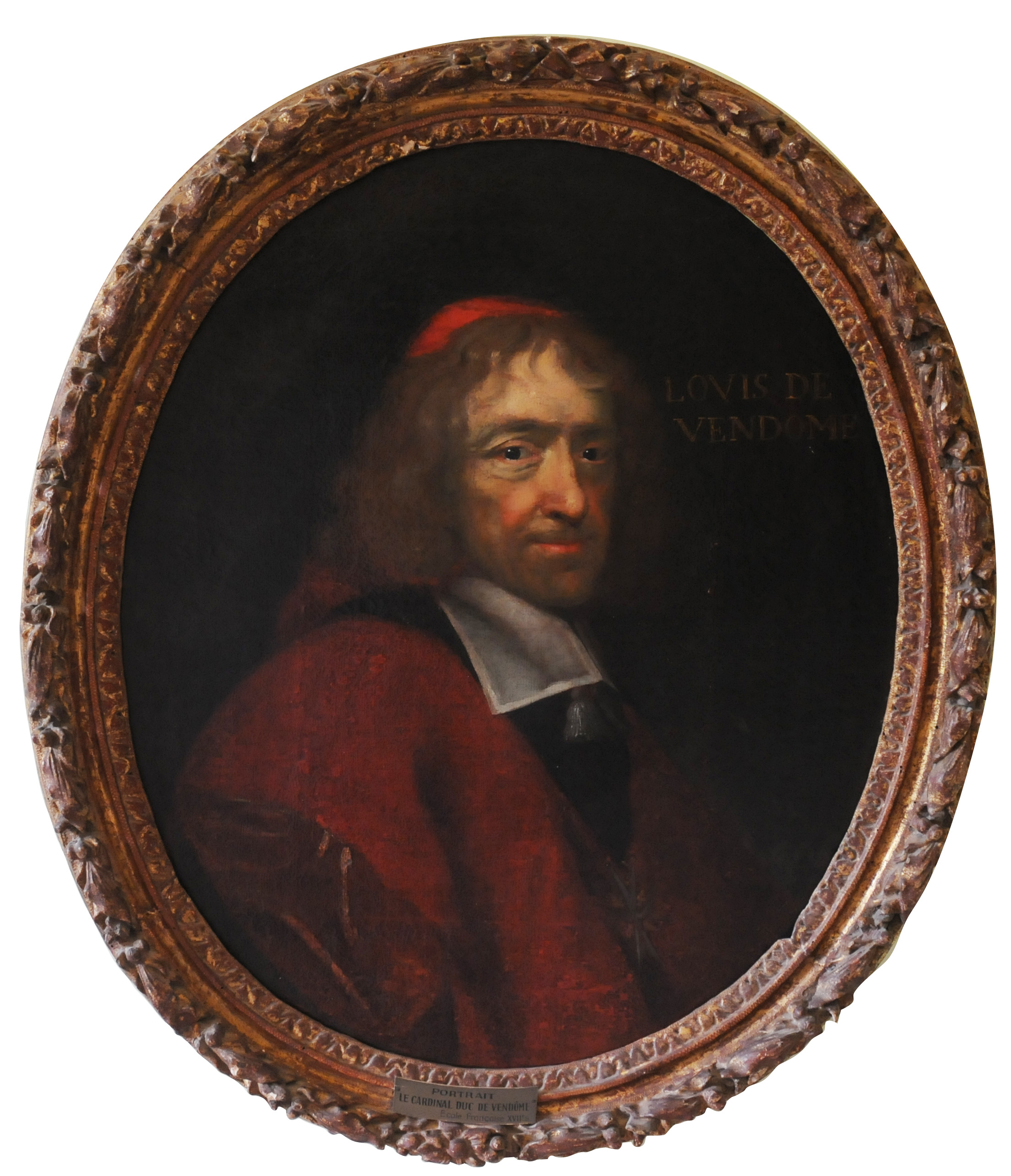
Louis de Vendôme-Mercoer als Kardinal (Gemälde im Pavillon de Vendôme; nach 1666)

Louis I. de Bourbon, auch Louis de Vendôme oder Louis de Mercoer u. ä. (* Oktober 1612 in Paris; † 12. August 1669 in Aix-en-Provence) war Herzog von Vendôme, Beaufort, Mercœur, Penthièvre und Étampes, Enkel des französischen Königs Heinrich IV. sowie seit 1667 Kardinal.

## Leben
Er stammte aus dem Haus Bourbon-Vendôme und war der älteste Sohn des Herzogs César de Bourbon und dessen Frau Françoise de Lorraine-Mercœur. Louis folgte seinem Vater 1665 als Herzog von Vendôme.
Der als sanftmütig und fromm beschriebene Mann heiratete am 4. Februar 1651, noch als Herzog von Mercœur, in Paris Laura Mancini, eine Nichte Kardinal Mazarins (Haus Mazarin-Mancini). Er wurde dadurch Statthalter der Provence und erhielt den Oberbefehl über eine Armee in Italien. Nach dem Tod seiner Frau 1657 zog sich der Herzog in ein Kloster zurück und wurde schließlich Priester.
In Aix-en-Provence ließ er ab 1664 für sich und seine Geliebte Lucrece de Forbin-Sollies ein barockes Lustschlösschen, den Pavillon de Vendôme, erbauen.
Kurz vor seinem Tod wurde Louis de Bourbon 1667 zum Kardinal erhoben. Als solcher nahm er am Konklave 1667 teil, aus welchem Klemens IX. als neuer Summus Pontifex hervorging. Dieser bestimmte den Kardinal zum Legaten des Heiligen Stuhls am französischen Hof.
Mit seiner Frau hatte er drei Söhne:
- Louis II. Joseph (1654–1712), Herzog von Vendôme
- Philippe (1655–1727), Herzog von Vendôme
- Jules César (1657–1660)

Kardinal de Vendôme verstarb in Aix-en-Provence. Sein Leichnam wurde aufgebahrt und bestattet in Vendôme. Die Nachricht seines Todes erreichte Rom am 22. August 1669.